# Chernes amoenus
Chernes amoenus es una especie de arácnido del orden Pseudoscorpionida de la familia Chernetidae.
Se encuentra en Míchigan y Dakota del Sur (Estados Unidos).